# Xiphichilus tenuissimoides
Xiphichilus tenuissimoides is een mosselkreeftjessoort uit de familie van de Paradoxostomatidae. De wetenschappelijke naam van de soort is voor het eerst geldig gepubliceerd in 1967 door Swain.